# Аскот
А́скот (англ. Ascot [ˈæskət]) — населённый пункт в районе Виндзор и Мейденхед церемониального графства Беркшир (Англия) в 40 км от Лондона. Население — более 5000 человек (перепись 2001 г.).

## География
Расположен в восточной части графства Беркшир, на границе унитарных единиц Виндзор и Мейденхед и Бракнелл-Форест. К юго-востоку от города находятся крупные деревни Саннингдейл и Саннингхилл.

## Экономика
Железнодорожная станция Аскот находится на пересечении линий «Waterloo to Reading Line» и «Ascot to Guildford Line», обслуживаемых компанией «South West Trains».
Город относится к почтовому району Слау, которому соответствует код «SL».

## Политика и власть

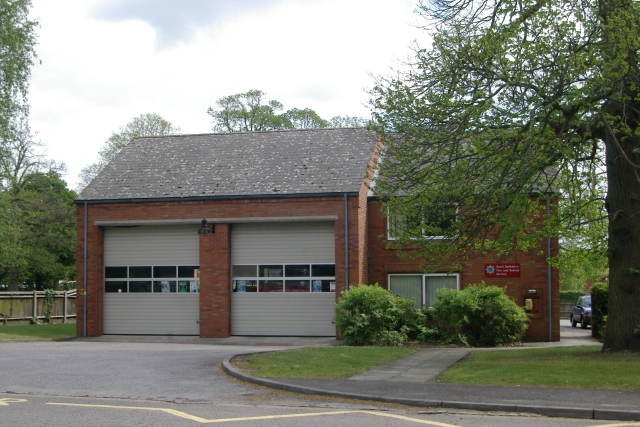
Пожарная станция

Пожарная станция в Аскоте относится к «Пожарно-спасательной службе Беркшира».
Жители Аскота принимают участие в выборах в Палату общин Великобритании по избирательному округу «Виндзор».

## Культура

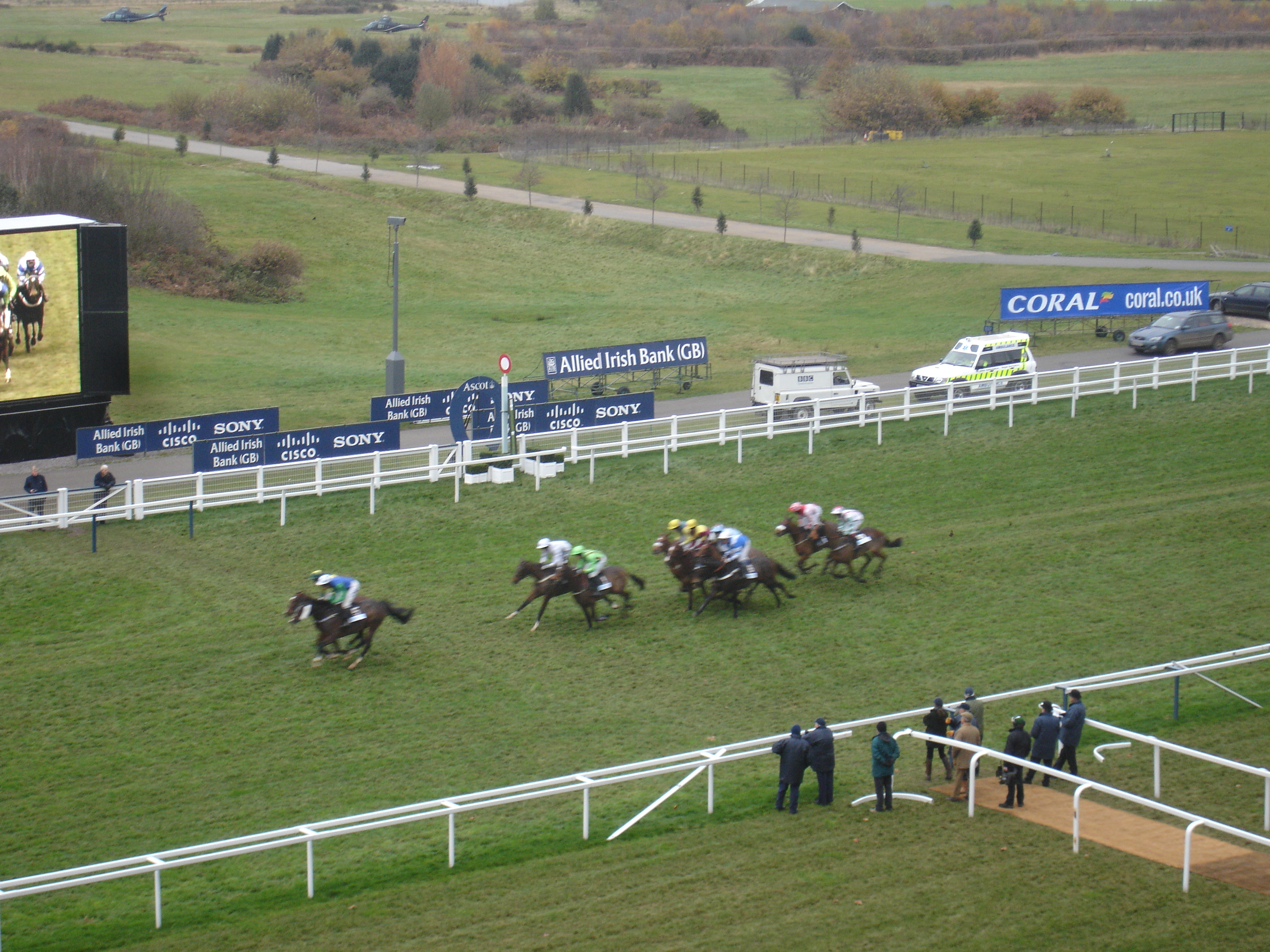
Ипподром «Ascot Racecourse»

На городском ипподроме «Ascot Racecourse» ежегодно в конце июня проходят скачки «Royal Ascot».
Любительский футбольный клуб «Ascot United F.C.» основан в 1965 году, выступает в сезоне 2017/2017 годов в премьер-дивизионе «Hellenic Football League».
В усадьбе Титтенхёрст в 1970 году Джон Леннон организовал студию «Ascot Sound», в которой была записана часть полноформатного альбома «Imagine».
В студии «Startling Studios» в декабре 1979 года группа «Def Leppard» записала свой дебютный полноформатный альбом «On Through the Night», а в начале 1980 года — «Judas Priest» свой «British Steel».

## Образование
Вблизи города находится кампус «Силвуд Парк» Имперского колледжа Лондона.
Частная школа Святого Георгия основана 1877 году. В ней в 2000—2007 годах получала образование принцесса Беатриса Йоркская. В школе «Хэтфилд», основанной в 1899 году училась актриса и фотомодель Сиенна Миллер.

## Известные жители
- Борис Абрамович Березовский — российский предприниматель и политический деятель.
- Камилла Анна Ладдингтон — актриса.
- Генри Лиддел — филолог и лексикограф.
- Адам Ньютон — профессиональный футболист.
- Лора Сэдлер — актриса.
- Сара Хардинг — певица, модель и актриса, солистка поп-группы «Girls Aloud».
- Невилл Фрэнсис Фицджеральд Чемберлен — офицер Британской армии.
- Джейк Болл — регбист.